# 早川忠孝
早川 忠孝（はやかわ ちゅうこう、1945年9月4日 - ）は、日本の弁護士、政治家。自由民主党所属の元衆議院議員（2期）。

## 来歴・人物
- 長崎県佐世保市出身、埼玉県朝霞市在住。
- 都立西高校卒[1]、東京大学法学部[2]在学中の1968年に23歳で司法試験合格、同学卒業後、自治省職員、27期司法修習を経て、弁護士[3]。
- 1996年 第41回衆議院議員総選挙に埼玉4区から自民党公認で初出馬したが、新進党現職の上田清司に敗れ落選。
- 2000年 第42回衆議院議員総選挙にも同選挙区から自民党公認で再挑戦したが、落選。
- 2001年 第19回参議院議員通常選挙に埼玉県選挙区から保守系無所属で立候補したが、落選。
- 2003年 第43回衆議院議員総選挙では、選挙区で落選したが、比例復活で初当選した[4]。総裁派閥（当時）の森派に加わる一方、50歳以上で初当選した自民党国会議員による「クローニンの会」（知命立志会、会長は福田康夫）にも所属。
- 2005年 第44回衆議院議員総選挙で再選。構造計算書偽造問題では、『自民党耐震偽装問題対策検討ワーキングチーム』座長に就任。
- 2007年 『自民党民法772条[5]見直しプロジェクトチーム』座長に就任。
- 2008年 自民党総裁選で小池百合子を支持。
- 2009年
  - 2月9日、2009年度予算関連法案成立後に政務官を辞任する意向を明らかにし、翌10日午前、法務省で記者団に「党の方に戻していただきたい」と訴えたが、約4時間後の記者会見で「森英介法相を支え、任期いっぱい職責を果たしたい」「内閣の一員として軽率だった」と前言を撤回した。河村建夫官房長官が同10日、早川に電話で再考を促し、町村派の町村信孝会長も早川を叱責したことを受け、撤回に至ったと見られた。
  - 8月30日、第45回衆議院議員総選挙に公明党の推薦を受け出馬したが[6]、落選した。

## 政策
- 選択的夫婦別姓制度について、以前は慎重に、との立場だったが、同制度を求める裁判で現行の制度が合憲、と判断が出たものの、女性裁判官がすべて違憲との判断であったことを受けて、「いずれは最高裁大法廷として違憲判断を出すことになる日が来る。」「立法府である国会は、一歩も二歩も先に進む必要がある。」と述べている[7]。
- 2009年6月、臓器移植法改正案について、B案の提案者の一人でありながら、D案を支持した。

## エピソード
- 2015年に第3次安倍第1次改造内閣が野党の要求に応じて臨時国会の開催をしないことを決定したことに関して、「安倍内閣の退陣を求めたい」「憲法の規定は解釈次第でどうにでもなる、憲法の規定は必ずしも守らなくてもいい、などと思っているのだとしたら大変な思い違いだ」と批判した[8][9]。

## 所属していた団体・議員連盟
- 神道政治連盟国会議員懇談会
- みんなで靖国神社に参拝する国会議員の会
- 日韓議員連盟